# 매리언 로스
매리언 로스(Marion Ross, 1928년 10월 25일 ~ )는 미국의 배우이다.

## 출연 작품
- 어 리즌 (2014)
- 슈퍼히어로 (2008)
- 뮤직 위딘 (2007)
- 스마일리 페이스 (2007)
- 웨어 데얼즈 어 윌 (2006)
- 아웃 오브 프랙티스 (2005)
- 딕키 로버츠 - 왕년의 아역 스타 (2003)
- 길모어 걸스 (2000)
- 레이크 (1998)
- 요절복통 70 쇼 (1998)
- 써드 트윈 (1997)
- 애정의 조건 2 (1996)
- 더 드류 캐리 쇼 (1995)
- 터치드 바이 언 엔젤 (1994)
- 다니엘 스틸 - 그래서 그들은 사랑할 수 있었다 (1994)
- 디 아메리칸 익스피어리언스 (1988)
- 악녀의 저주 (1981)
- 사랑의 유람선 (1977)
- 대단한 차도둑 (1977)
- 샌프란시스코 수사반 (1972)
- 홍키 (1971)
- 콜로서스 (1970)
- 닥터 웰비 (1969)
- 하와이 5-0수사대 (1968)
- 아이언 사이드 (1967)
- 오퍼레이션 페티코트 (1959)
- 선생님의 애완 동물 (1958)
- 베스트 씽스 인 라이프 알 프리 (1956)
- 열정의 랩소디 (1956)
- 푸쉬오버 (1954)
- 글렌 밀러 스토리 (1954)
- 사브리나 (1954)